# Ван Дорд, Пим
Питер Хюбертюс (Пим) ван Дорд (нидерл. Pieter Hubertus "Pim" van Dord; родился 7 августа 1953 года, Амстердам) — нидерландский футболист, завершивший игровую карьеру, выступал на позиции защитника за «Аякс». В составе клуба становился трёхкратным чемпионом Нидерландов, а также обладателем одного Кубка Нидерландов. В настоящее время работает физиотерапевтом в «Аяксе».

## Биография
Пим ван Дорд родился 7 августа 1953 года в городе Амстердам. В 1963 году, Пим, в возрасте 9 лет, попал в юношескую команду амстердамского «Аякса».
Перед началом сезона 1973/1974, Бобби Хармс перевёл в основную команду Пима ван Дорда и Герри Клетона, которые считались на тот момент самыми талантливыми игроками в молодёжной команде «Аякса», хотя Клетон уже вызывался в основную команду в 1971 году, и даже провёл несколько матчей в чемпионате. В высшем дивизионе Нидерландов Пим дебютировал 8 сентября 1973 года, в домашнем матче против «Твенте», Ван Дорд вышел на замену на 75-й минуте, заменив полузащитника Йохана Нескенса. Матч завершился вничью 1:1, в составе «Аякса» отличился Джонни Реп, а у «Твенте» Тео Пахлплатз. Спустя два месяца, 4 ноября, Пим отметился дебютным голом за клуб, это случилось в гостевом матче чемпионата против МВВ. В той игре Ван Дорд появился на замену вместо Джонни Репа на 83-й минуте, а спустя пять минут после замены, Пим забил гол, в итоге «Аякс» победил со счётом 0:4. На протяжении первой половины чемпионата сезона 1973/1974 Пим в основном выходил в матчах на замену, по после отставке главного тренера команды Георга Кнобеля, Ван Дорд стал чаще попадать в основной состав на матчи, во много благодаря Бобби Хармсу, который был временно назначен исполняющим обязанности главного тренера «Аякса».
В марте 1980 года Пим вернулся к играм в чемпионате, так 2 марта, Ван Дорд отыграл полностью весь матч против «Утрехта», в той игре амстердамцы выиграли со счётом 1:2. 11 мая 1980 года состоялся последний тур сезона 1979/1980, «Аякс» на стадионе «Ваудестейн» в Роттердаме встретился с «Эксельсиором», именно от исхода этого матча решалась судьба золотых медалей чемпионата. Другим претендентом на чемпионский титул был АЗ, который в последнем туре в гостях встречался с клубом НЕК. «Эксельсиор» открыл счёт в матче первым, отличился центральный нападающий Кор Пот, бывший воспитанник юношеской команды «Аякса». Ещё в первом тайме «Эксельсиор» удвоил своё преимущество, автоголом отметился Ван Дорд. Во втором тайме «Аякс» всё же смог уйти от поражения, в составе амстердамцев отличился Пит Вейнберг, для которого гол стал дебютным в чемпионатах, а также Франк Арнесен. Таким образом «Аякс» сыграл вничью и набрал одно очко. В общей сумме в турнирной таблице «Аякс» набрал 50 баллов, тогда как АЗ, проиграв НЕКу в гостях со счётом 1:0, остался на втором месте с 47 очками. После окончания сезона руководство «Аякса» отказалось от услуг Ван Дорда, во многом из-за его травмы ахиллового сухожилия. Пиму всё же пришлось завершить свою игровую карьеру в возрасте 27 лет.
С 1985 года Ван Дорд стал работать физиотерапевтом в «Аяксе».
В 2000 году по приглашению Франка Райкарда Пим вошёл в штаб сборной Нидерландов на Чемпионате Европы 2000 года.

## Статистика выступлений
| Клуб             | Сезон            | Чемпионат Нидерландов | Чемпионат Нидерландов | Кубок Нидерландов | Кубок Нидерландов | Европейские кубки | Европейские кубки | Итого | Итого |
| Клуб             | Сезон            | Игры                  | Голы                  | Игры              | Голы              | Игры              | Голы              | Игры  | Голы  |
| ---------------- | ---------------- | --------------------- | --------------------- | ----------------- | ----------------- | ----------------- | ----------------- | ----- | ----- |
| Аякс             | 1973/74          | 22                    | 2                     | 3                 | 0                 | 0                 | 0                 | 25    | 0     |
| Аякс             | 1974/75          | 10                    | 1                     | 1                 | 0                 | 3                 | 0                 | 14    | 1     |
| Аякс             | 1975/76          | 32                    | 1                     | 1                 | 0                 | 5                 | 1                 | 38    | 2     |
| Аякс             | 1976/77          | 26                    | 0                     | 0                 | 0                 | 2                 | 0                 | 28    | 0     |
| Аякс             | 1977/78          | 34                    | 4                     | 4                 | 0                 | 6                 | 1                 | 44    | 5     |
| Аякс             | 1978/79          | 9                     | 0                     | 0                 | 0                 | 3                 | 0                 | 12    | 0     |
| Аякс             | 1978/79          | 4                     | 0                     | 1                 | 0                 | 1                 | 0                 | 6     | 0     |
| Всего за карьеру | Всего за карьеру | 137                   | 8                     | 10                | 0                 | 20                | 2                 | 167   | 10    |

## Достижения
- Чемпион Нидерландов: 1977, 1979, 1980
- Обладатель кубка Нидерландов: 1979